# Cosas del Amor
Cosas del Amor é o terceiro álbum de estúdio do cantor Enrique Iglesias, lançado a 22 de Setembro de 1998.
| Críticas profissionais                                                      | Críticas profissionais |
| Avaliações da crítica                                                       | Avaliações da crítica  |
| Fonte                                                                       | Avaliação              |
| --------------------------------------------------------------------------- | ---------------------- |
| Allmusic                                                                    | [ 1 ]                  |
| Esta tabela precisa de ser acompanhada por texto em prosa. Consulte o guia. |                        |

## Faixas
| Lista de faixas |                     |                                        |         |  |
| N.º             | Título              | Compositor(es)                         | Duração |  |
| 1.              | "Nunca Te Olvidaré" | Enrique Iglesias                       | 4:24    |  |
| 2.              | "Cosas Del Amor"    | Rafael Pérez-Botija                    | 4:31    |  |
| 3.              | "Esperanza"         | Iglesias Chein García-Alonso           | 3:11    |  |
| 4.              | "Desnudo"           | Pérez-Botija                           | 5:37    |  |
| 5.              | "Contigo"           | Iglesias                               | 5:16    |  |
| 6.              | "Alguien Como Tú"   | Iglesias                               | 4:48    |  |
| 7.              | "Sirena"            | Pérez-Botija                           | 4:57    |  |
| 8.              | "Para De Jugar"     | Iglesias                               | 5:01    |  |
| 9.              | "Dicen Por Ahí"     | Mario Martinelli Pérez-Botija Iglesias | 3:48    |  |
| 10.             | "Ruleta Rusa"       | Pérez-Botija                           | 4:15    |  |
| Duração total:  | Duração total:      | Duração total:                         | 45:34   |  |

## Tabelas
Álbum
| Ano  | Tabela           | Posição |
| ---- | ---------------- | ------- |
| 1998 | Latin Pop        | 1       |
| 1998 | Billboard 200    | 64      |
| 1998 | Top Latin Albums | 1       |

## Créditos
- Enrique Iglesias - Vocal
- Chuck Berghofer - Baixo
- Assa Drori - Violino
- James Harrah - Guitarra
- Dan Higgins - Saxofone
- Michael Landau - Guitarra
- Fredi Marugán - Guitarra
- Dean Parks - Guitarra
- Manuel Santisteban - Teclados